# Костел Святого Йосипа (Миколаїв)
Костел Святого Йосипа — діючий римо-католицький костел у Миколаєві.

## Історія

### Дореволюціний час

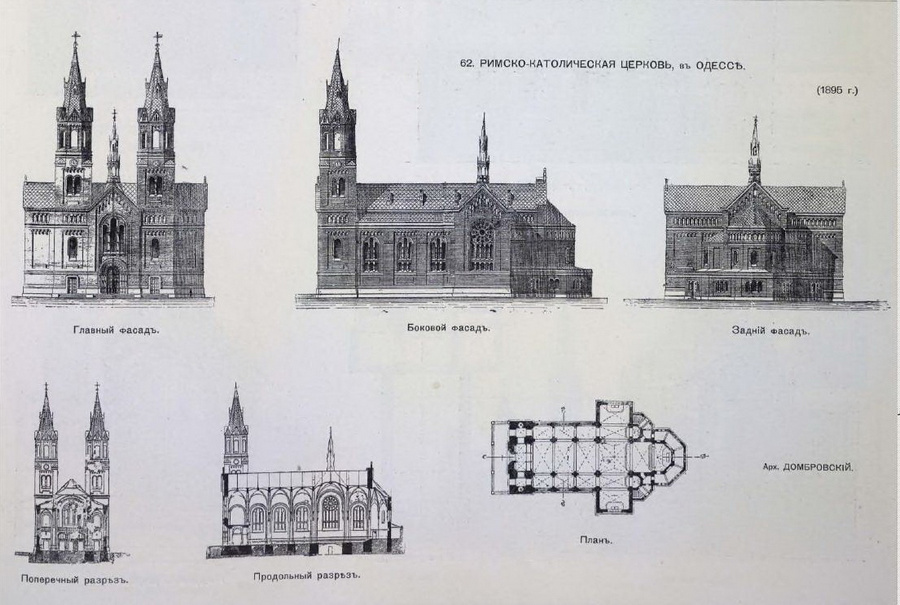
Ранішній проект Нового Католицького костелу в Одесі був використаний у проектуванні Миколаївського костелу

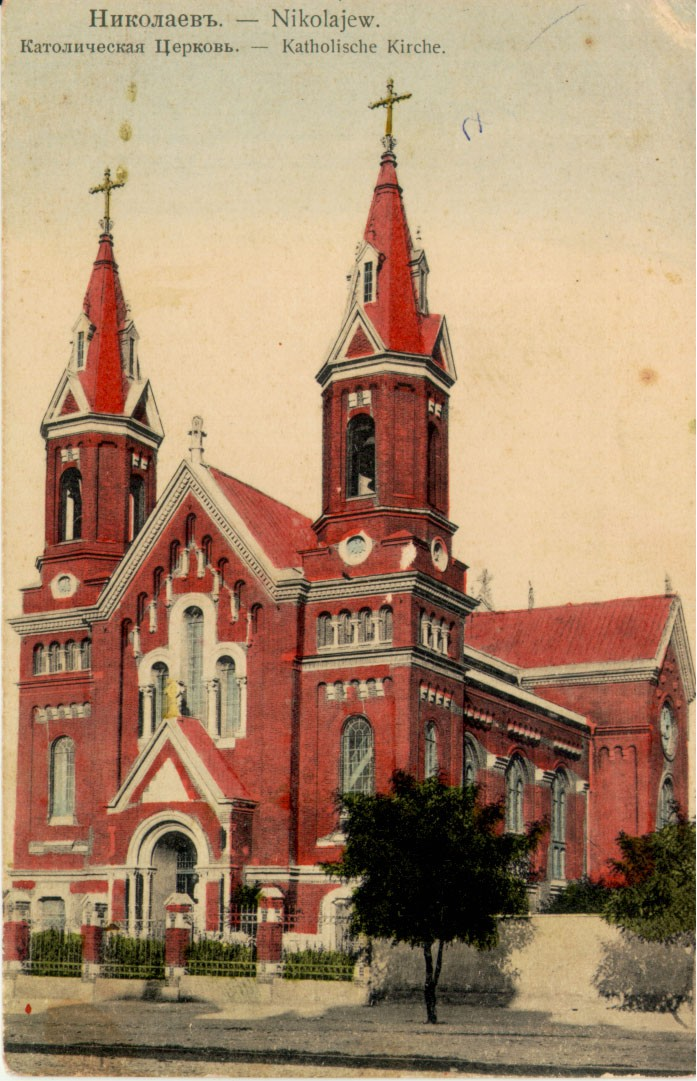
Костел святого Йосипа у XIX ст.

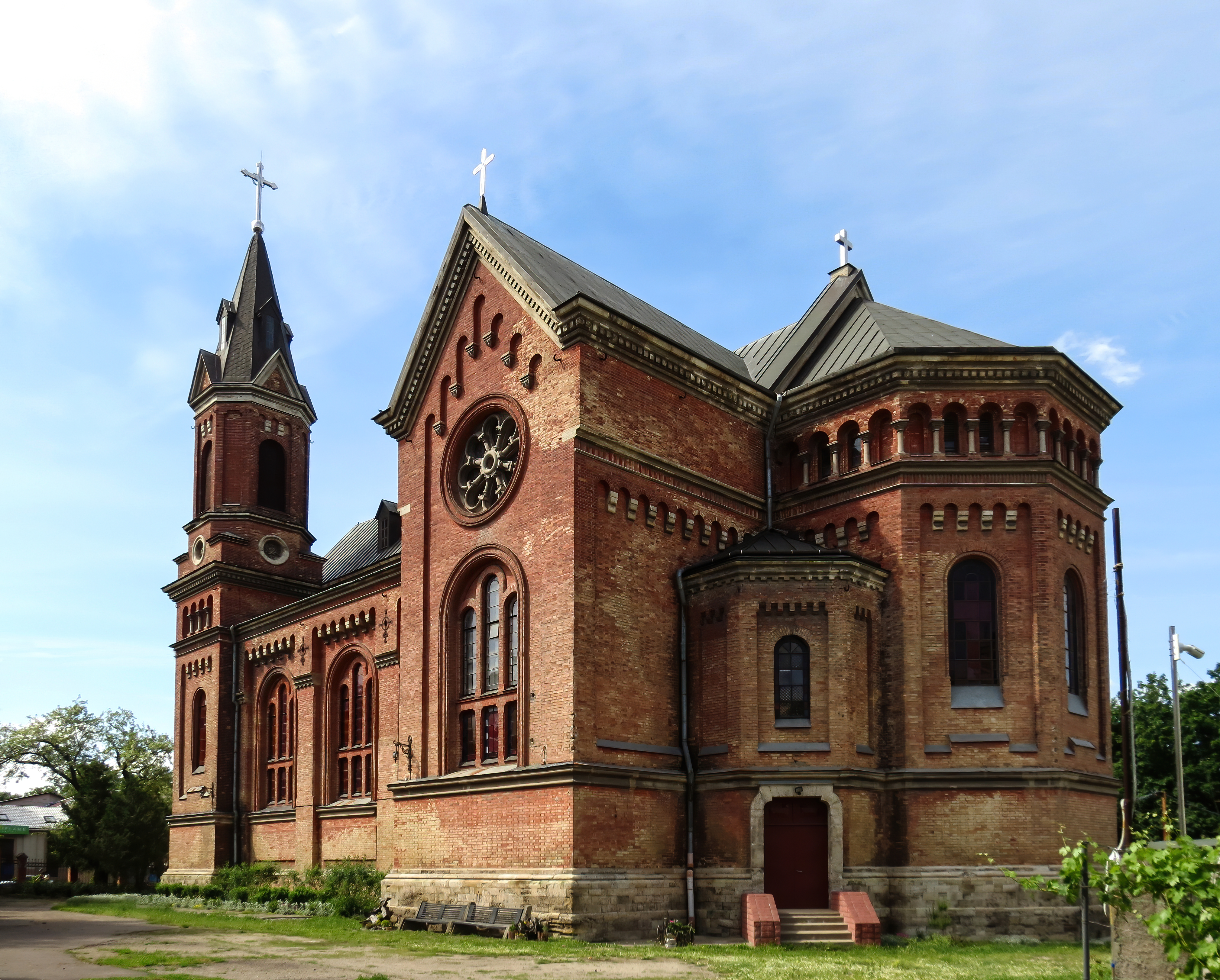
Задній та боковий фасади

Офіційно зареєстрована католицька громада у Миколаєві з'явилася у 1792 року через три роки після заснування міста. Спочатку її переважно становили французи, бельгійці, італійці та поляки. У 1794 році один з державних будинків був переданий Католицькій церкві з метою залучення в місто поселенців цього віросповідання, в основному з країн Західної Європи. Цей будинок був перебудований в перший католицький храм Святого Йосипа і освячений 20 травня 1796. Він перебував на місці двору нинішнього костелу, виходив фасадом на вулицю Молдованську (нині — вулиця Захисників Миколаєва). Вулиця, що перетинає її біля храму, отримала назву: Католицька, (нині — вулиця Павла Скоропадського).
У 1880 році, настоятель католицької парафії Никодим Черняхович отримав дозвіл на початок збору грошей для звелення нової будівлі. Велику допомогу будівництву храму надала Міська Дума. Безоплатно нею була відчужена земля під будівництво, безкоштовно видавалися пісок і вода з міського колодязя. За рахунок міста на вулиці, навпроти храму, поставили чавунні ліхтарі, вимостили тротуар, також безкоштовно виділили щебінь для влаштування дороги навколо храму і асигнували 500 рублів на спорудження металевої огорожі.
Будівельні роботи почалися в 1891 році. У 1893 році будівлю було зведено, а в 1895 остаточно завершено.
Церква була побудована в еклектичному стилі (з характерними елементами неороманських і неоготичних будов) за проектом одеського архітектора Владислава Домбровського. Вона споруджена з червоної цегли в плані хреста, розміром 45х28 метрів. Фасад був прикрашений кам'яними архітектурними деталями. Дві вежі, заввишки 49 метрів, увінчані конусними дахами, були збудовані в такому ж еклектичному стилі. Вікна, прикрашені вітражами, були виготовлені в Німеччині: три — в Мюнхені, а два — у Фрайбурзі. Бічні каплиці та вівтарну частину прикрашали фрески Антонія Стшалецького. По обидві сторони головного нефа були встановлені статуї Серця Ісуса і Марії, а між головним і бічними нефами — святий Антоній Падуанський, що подає хліб жебракові, що сидить біля його стоп. Усі скульптури були виготовлені в майстерні Шпетковського у Варшаві. У церкві був встановлений новий орган, німецького виробництва, вартістю 100 тисяч рублів.
Нова миколаївська церква була урочисто освячена 15 вересня 1896 року Тираспольським єпископом Антоном Церром, у присутності численного духовенства з Херсона, Одеси та інших міст.
15 вересня 1900 року стараннями настоятеля о. Никодима Черняховича і допомоги парафіян, було побудовано двоповерхову будівлю з червоної цегли для потреб приходської школи. Знаходилася вона з південного боку костелу. Розміщувалася в ньому не тільки школа, а й притулок.

### Після більшовицької революції
Після Жовтневого перевороту та більшовицької окупації почалися гоніння і репресії проти католиків. Настоятеля миколаївського приходу о. Христиана Зиско було розстріляно 1934 року після абсурдного звинувачення у шпигунстві, а сам храм був закритий у жовтні 1935 року. Будівля була передана міському історико-археологічному музею.
Під час окупації, німці спочатку відкрили церкву для богослужіння, а потім влаштували в ній бійню для худоби.

### Повоєнний час
Після війни спаплюжений храм знаходився у веденні міськвиконкому. Той здав його в оренду військово-будівельної організації ВМСУ-44 під клуб. У 1956 р. будівля храму була передана обласному управлінню профтехосвіти під Будинок культури. З метою розміщення чиновницького апарату в будівлі була проведена «реконструкція». Приміщення з унікальною акустикою було перегороджено горизонтальним перекриттям і на другому поверсі був розміщений великий зал. На вежах, замість хрестів повісили зірки, на місці вівтаря влаштували сцену. У такому вигляді будівля простояла до часів Перебудови.

### У роки відновлення незалежності України
Незадовго до Всеукраїнського референдуму і виборів Президента, 25 листопада 1991 обласний виконавчий комітет ухвалив рішення про передачу будівлі храму місцевій католицькій громаді. За радянських часів католицьких священиків в Україні не готували, тому перший священик — о. Кароль Тваровський прибув з Польщі. 15 лютого 1992 храм урочисто освятив єпископ Кам'янець-Подільський, отець Ян Ольшанський. Отець Кароль з парафіянами зміг розібрати залізобетонне перекриття; встановити хрести на дзвіницях, замінити дах, провести внутрішню штукатурку, побілку, був побудований гараж і багато іншого.
Незабаром, частина будівлі Краєзнавчого музею була передана під житло священиків і катехетичні класи.
До 110-річчя храму німецькі католики з м. Бохума подарували великий орган. Інструмент вироблений в 1950 р. фірмою Братів Штокман з м. Верль у Вестфалії, має 28 регістрів, два мануала і ножну клавіатуру. Для того, щоб на Різдво Христове 2008 року орган заграв, було пожертвувано багато коштів і праці не тільки миколаївських католиків, а й іноземців. 28 березня 2009 орган був урочисто освячений єпископом Броніславом Бернацьким. Проводяться концерти органної музики. Також були встановлені нові дзвони.
Нині в миколаївській парафії святого Йосипа діють молитовні групи та інші духовні рухи: Божого Милосердя, Жива Роза Св. Розарію, Легіон Марії, Францисканський Орден Мирян («терціарії»), Домашня Церква, парафіяльний хор «Sursum corda», благодійна організація «Карітас». У 1999 р. рішенням обласної ради церкві передана строком на 50 років будівля колишньої парафіяльної школи, в якому знаходився краєзнавчий музей. Остаточно будівля була передана лише в 2013 році.

## Світлини

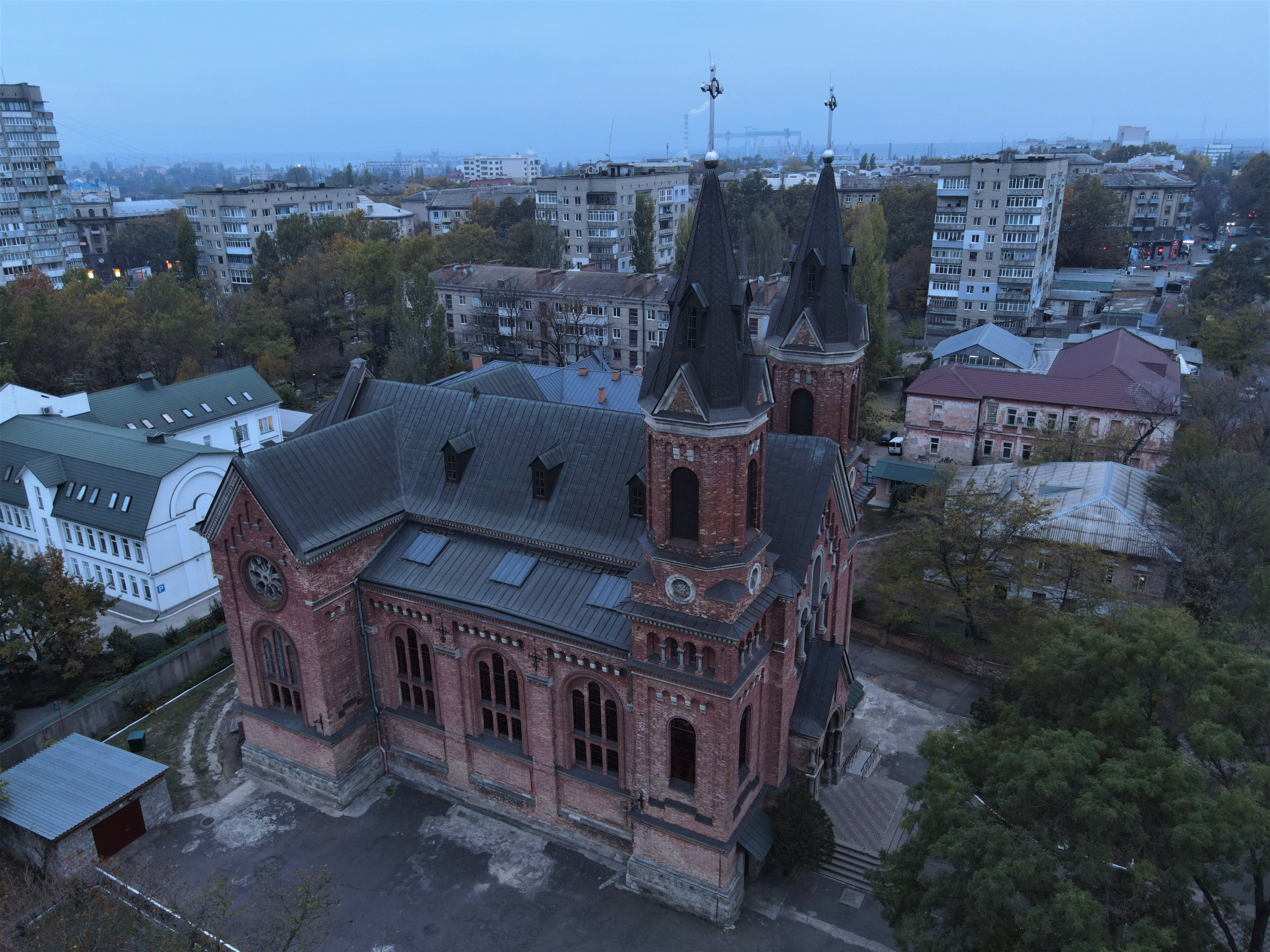
Костел із висоти
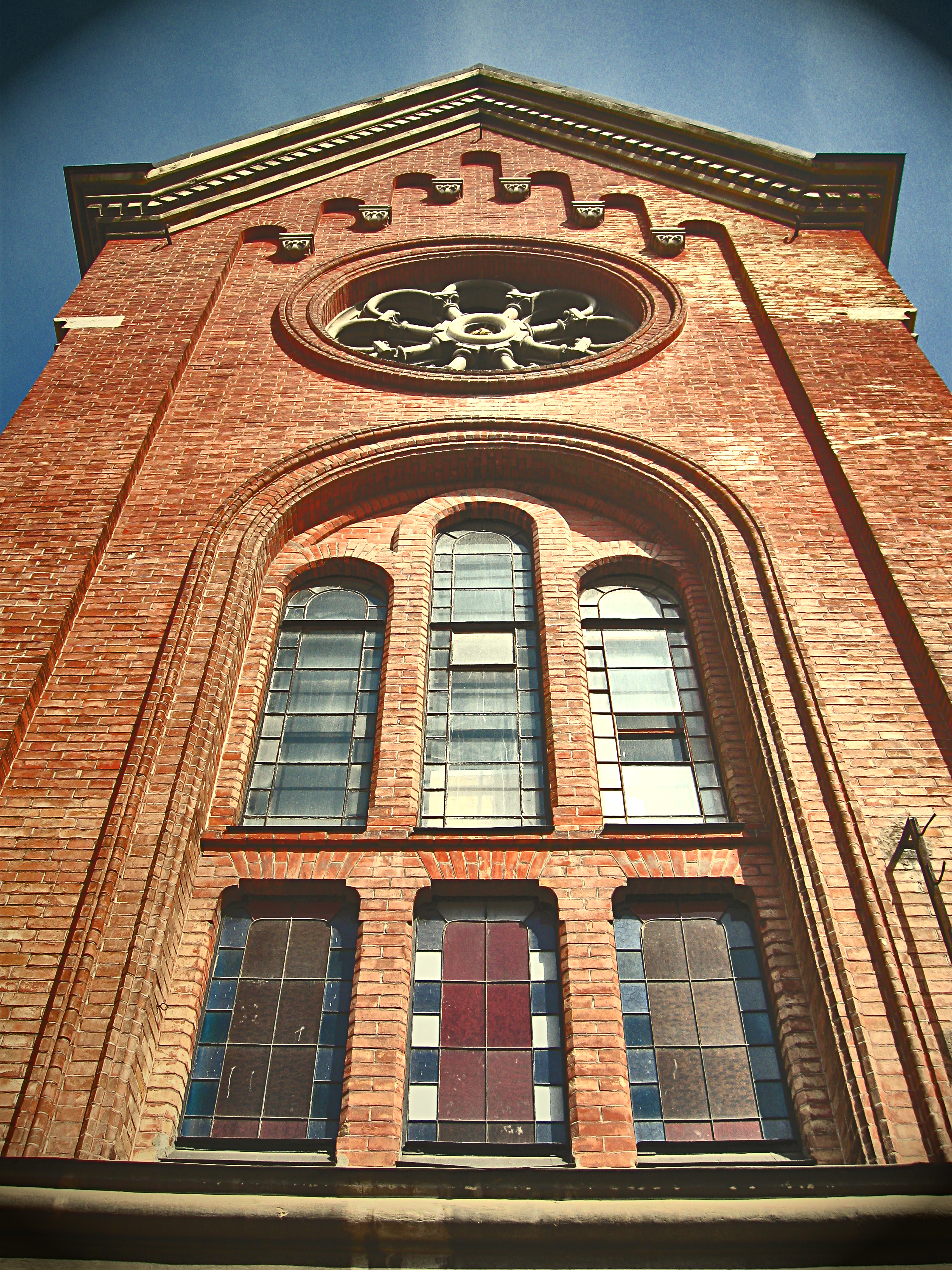
Елементи фасаду
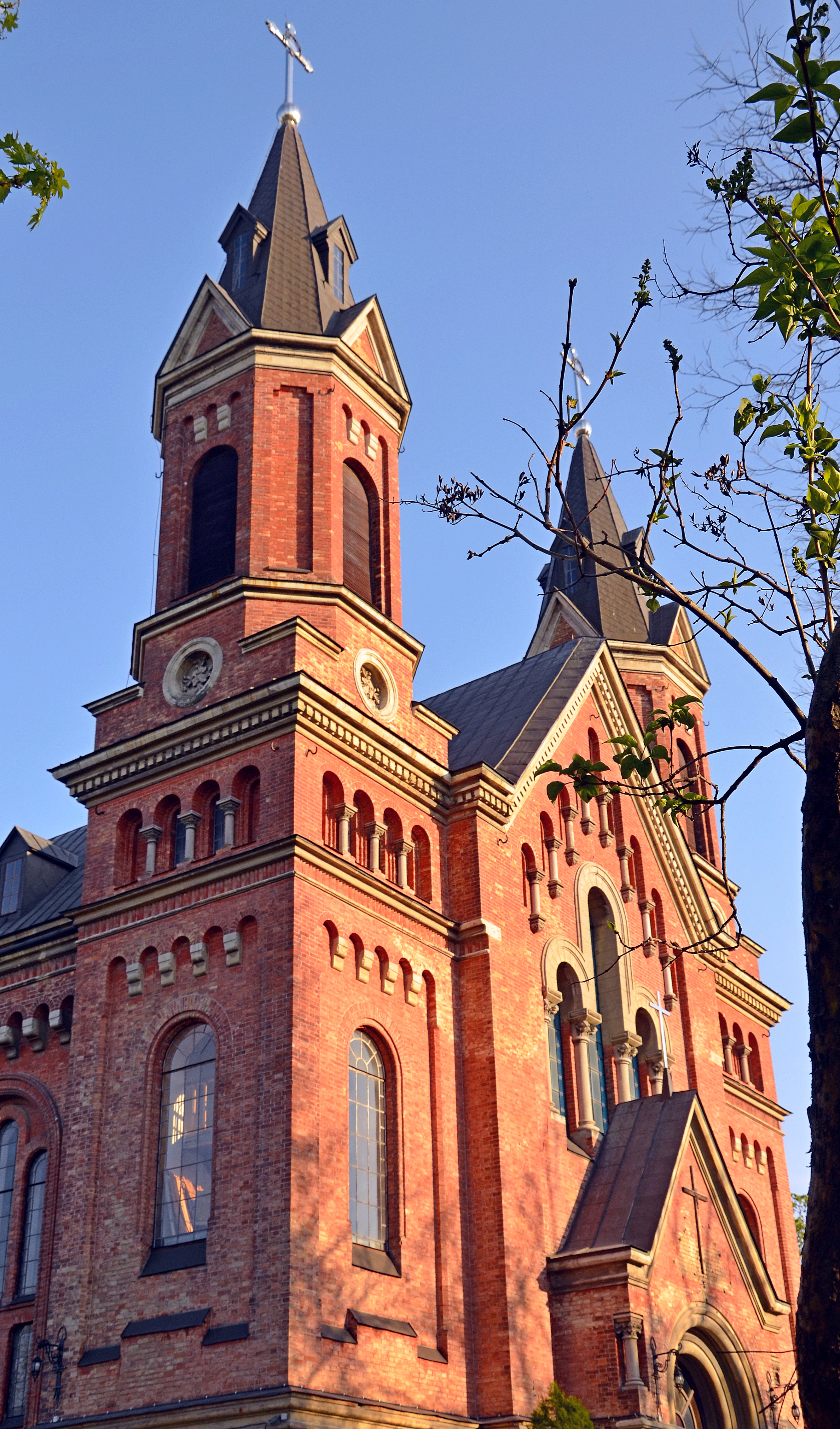
Декор башти
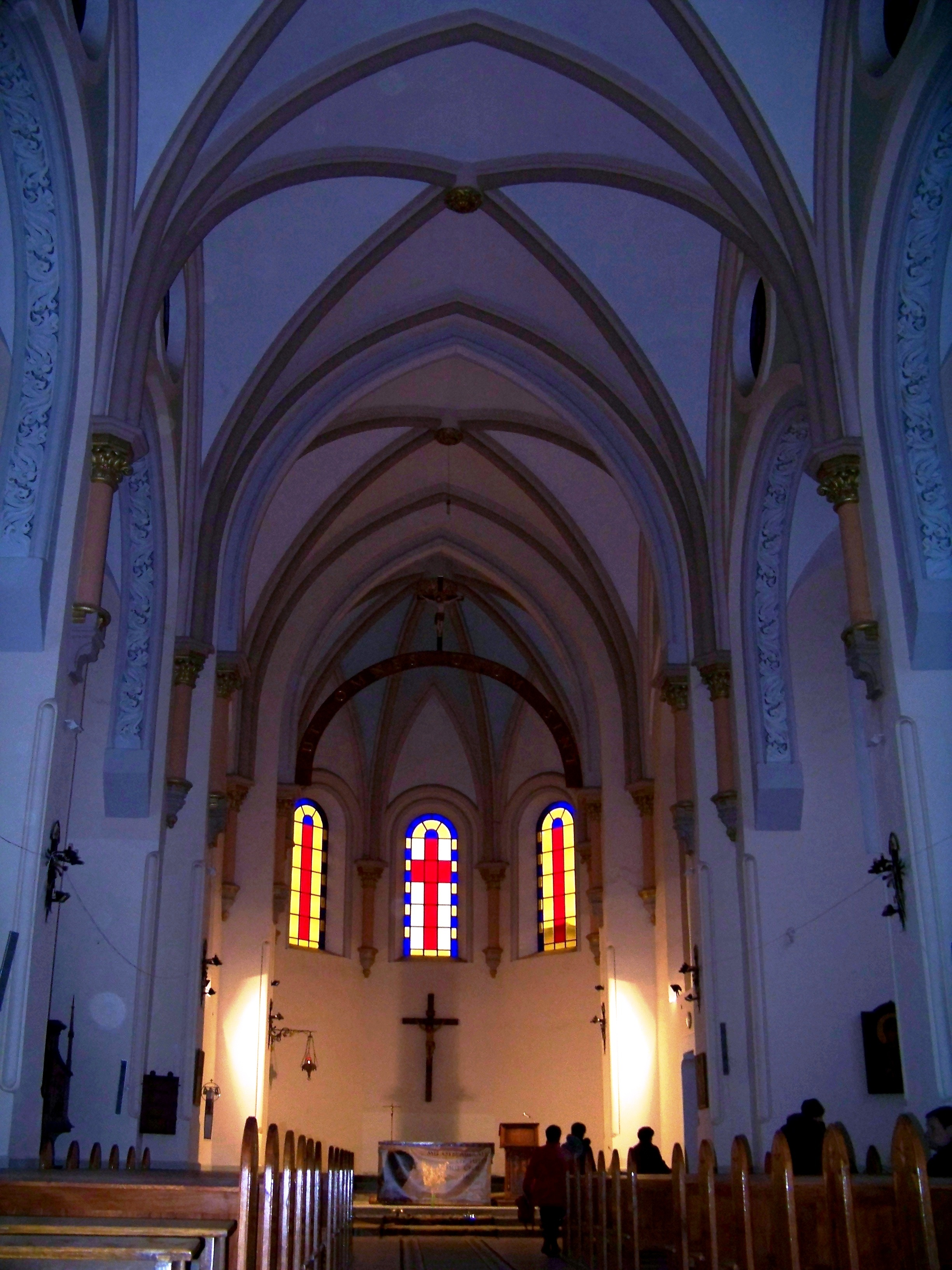
Інтер'єр
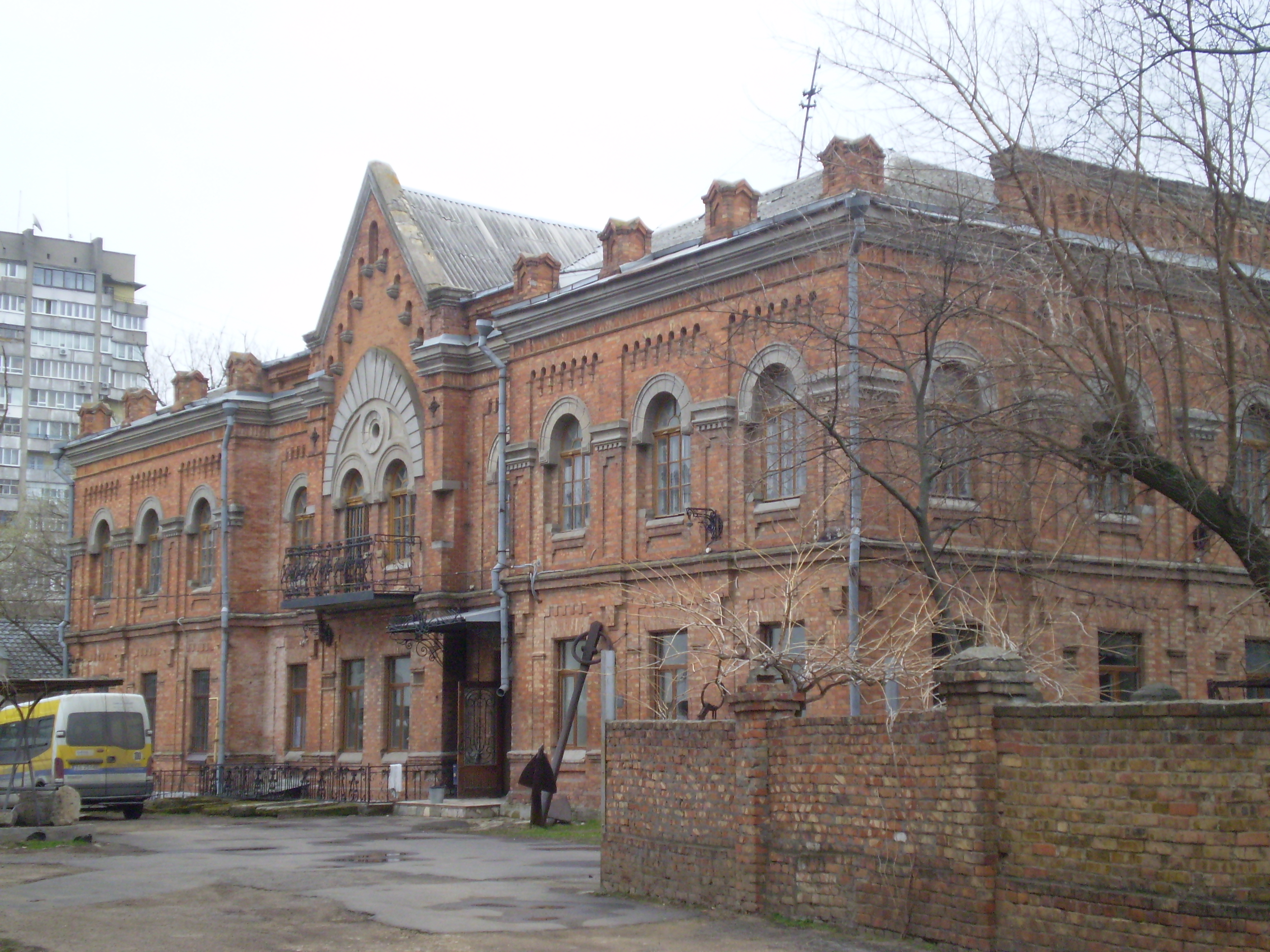
Будинок священика поруч з костелом